# 中國民主黨 (1960年)
中國民主黨是中華民國史上一個胎死腹中的反對黨，於1960年5月4日至1960年9月4日酝酿成立，最终失败。该党要求公正选举，实现真正民主，反对蒋中正违反宪法第三次连任中华民国总统。参与筹划组织此党的雷震最终以“包庇匪谍、煽动叛乱”的罪名被判处十年徒刑，史称雷震事件。

## 過程
1949年，雷震與胡適、王世傑、杭立武等籌備在上海建立一份名為《自由中國》的雜誌。該雜誌早期與時任中華民國總統兼中國國民黨總裁蔣中正和中國國民黨關係密切，但後期刊登大量批評中華民國政府的言論，碰到總統蔣中正的政治禁忌。

## 籌組政黨
1960年5月4日，雷震發表了《我們為什麼迫切需要一個強有力的反對黨》，鼓吹成立反對黨參與選舉以制衡執政黨。5月18日，非國民黨籍人士舉行選舉改進檢討會，主張成立新黨，要求公正選舉，實現真正的民主。決議即日起組織「地方選舉改進座談會」，隨即籌備組織反對黨。雷震擔任地方選舉改進座談會召集委員，與李萬居、高玉樹共同擔任發言人。7至8月間舉行四次分區座談會，確定黨名為「中國民主黨」。參與新黨籌組的人員包括了當年省議會「五龍一鳳」的李萬居、郭雨新、吳三連、郭國基、李源棧、許世賢，以及高玉樹、楊金虎、齊世英、夏濤聲等黨外人士。

## 結果
1960年9月4日，雷震、劉子英、馬之驌、傅正被逮捕，並被軍事法庭以「包庇匪諜、煽動叛亂」的罪名判處十年徒刑。直到1970年，雷震才得以出獄，但仍被特務密切監視。到1990年代，才得以平反。

## 另見
- 自由中國 (雜誌)
- 雷震案